# Affaire Francis Évrard
L'affaire Francis Évrard est une affaire d'abus sexuel sur mineur qui a eu lieu en France dans les années 2000. Le 15 août 2007, à Roubaix dans le Nord, un enfant de cinq ans est enlevé, séquestré et violé par Francis Évrard, pédophile et abuseur sexuel multirécidiviste. Le procès de ce dernier, en 2009, est accompagné de débats relatifs à la prise en charge des délinquants sexuels.

## Biographie et antécédents judiciaires de Francis Évrard
Francis Évrard est né le 12 juillet 1946 à Roubaix dans un milieu modeste d'ouvriers. Il est fils unique. Il dit avoir été, à l'âge de dix ans, agressé sexuellement par un cousin, ce qui aurait été la cause de ses « pulsions » ultérieures. Après avoir quitté l'école à l'âge de 12 ans, il commence à commettre de menus larcins. Son seul diplôme scolaire est le certificat d'études qu'il a obtenu en prison. Il n'a travaillé que quelques mois comme apprenti quand il avait 15-16 ans, dans un établissement spécialisé dans le matériel d'éclairage, dont il est licencié pour « manque de sérieux ».
Le 14 mai 1962, Francis Évrard fait une première victime. Il est envoyé dans un centre de redressement dans les Vosges. Francis Évrard part habiter en Belgique. Il y est arrêté portant un revolver à plomb et dissimulant du matériel de cambriolage, puis vidant les troncs des églises. En 1969 il agresse un jeune garçon à Mouscron. Francis Évrard est interné 4 ans dans une structure spécialisée puis il est expulsé de Belgique. Il obtient la double nationalité franco-belge. Il retourne s'installer en Belgique. En 1975 il est condamné à 15 ans de prison pour des violences sexuelles sur mineur par la cour d'assises de Douai dans le Nord. Il est libéré au bout de 9 ans de prison.
Il récidive en février 1984. Évrard est condamné à 4 ans de prison. Il est libéré au bout de 3 ans. Il récidive dès sa sortie de prison. Évrard est condamné en 1987 à 27 ans de prison pour « viol aggravé » de deux garçons de 7 et 8 ans. 
Il est libéré du centre pénitentiaire de Caen au bout de 20 ans le 2 juillet 2007. Il ne respecte aucune obligation de suivi socio-judiciaire à sa sortie de prison. Au total il a fait l'objet de huit condamnations pour violences sexuelles sur mineur et totalise 32 ans de détention.

## Affaire de 2007
Seulement six semaines après sa libération, Évrard enlève un enfant de cinq ans, Enis K. Après avoir abordé le garçon dans la rue alors qu'il jouait devant le pavillon familial et l'avoir convaincu de le suivre en lui promettant des jouets, Évrard le séquestre dans un box qu'il louait, le drogue et abuse sexuellement de lui. Le père de l’enfant informe les autorités de la disparition et le dispositif Alerte-Enlèvement est enclenché. Vite retrouvé et placé en garde à vue, Évrard reconnaît les faits, avouant au total une quarantaine d'agressions,.
L’homme, après sa libération sous surveillance judiciaire, a échappé à tout suivi. Il devait entamer un traitement hormonal de castration chimique mais, le jour de sa libération, Évrard achète une boîte de Viagra en pharmacie, grâce à l’ordonnance fournie par un médecin de la prison de Caen avant sa sortie.

## Procès
Quelques jours avant son procès, Évrard écrit au président de la République Nicolas Sarkozy pour demander à être soigné par « ablation des testicules par chirurgie ».
Me Jérôme Pianezza, l’avocat d’Évrard, pose à l'audience des questions dérangeantes aux autorités judiciaires et pénitentiaires : « Pourquoi avoir remis en liberté sous contrôle judiciaire un délinquant qui présentait un risque de récidive ? Comment peut-on prescrire de façon aussi désinvolte du Viagra à un détenu pédophile ? »
L’avocat estime qu'« on ne pourra pas juger correctement Francis Évrard sans examiner aussi ce qui s’est passé à côté des faits eux-mêmes », convaincu que dans cette affaire, les pouvoirs publics « n’ont pas tout fait pour que ça n’arrive pas ».
À l'audience, Francis Évrard se décrit comme habité par des « pulsions », depuis un viol subi à l'âge de 10 ans. La majorité des experts décrivent l'accusé comme « incurable », du fait d'une « conduite pédophile habituelle, profondément ancrée ».
Le procureur de Douai Luc Frémiot, chargé de l'affaire, requiert la prison à perpétuité mais Évrard est condamné à 30 ans de détention dont 20 ans de sûreté.
Le procès est diffusé sur France 2, le 14 octobre 2010, qui a pu avoir l'autorisation exceptionnelle de filmer.
L’affaire Évrard contribue à relancer, en France, le débat sur la récidive, le suivi, et le traitement hormonal des délinquants sexuels.
La famille de la victime annonce, en 2010, son intention de poursuivre en justice l'État pour défaillance dans la prise en charge du pédophile.
En 2023, âgé de 77 ans et toujours emprisonné, il change de nom, prenant le patronyme de sa mère,.

## Documentaires télévisés
- « Francis Évrard, l'enlèvement du petit Enis » dans Faites entrer l'accusé présenté par Frédérique Lantieri le 6 octobre 2013 sur France 2.
- « Affaire du petit Enis : kidnappé par un multirécidiviste » (premier reportage) dans Chroniques criminelles le 19 avril 2014 sur NT1.
- « L'affaire Évrard : 5 jours pour juger »  dans Devoir d'enquête diffusé le 22 juin 2011 sur la Une (RTBF).
- « Course contre la mort ? » (premier reportage) dans « ... dans le Nord » le 12 janvier 2015 dans Crimes sur NRJ 12.

## Émissions radio
- « Évrard, le pédophile » dans Hondelatte raconte présenté par Christophe Hondelatte le 19 mars 2021 sur Europe 1[13].